# Emilia Tour 2025
El Emilia Tour 2025 es la cuarta gira musical de la cantante argentina Emilia, la cual sirve como continuación a su gira anterior .mp3 Tour. Comenzó el 3 de enero de 2025 en Maldonado y está programada a concluir en Nueva York el 7 de septiembre de 2025.

## Antecedentes y desarrollo
Mientras Mernes continuaba realizando el .mp3 Tour anunció, el 29 de octubre de 2024, su regreso a España con un concierto en Madrid, el cual formaría parte de una nueva gira titulada Emilia Tour 2025. Posteriormente se anunciarían la segunda y tercera fecha debido al éxito en venta, además de su participación en festivales dentro del país.
Durante sus conciertos en el Antel Arena de Montevideo anunció una nueva fecha en Uruguay, en Maldonado, para principios del 2025. El 17 de diciembre añadió otra fecha en Argentina, en el estadio Mundialista de Mar de Plata para el 25 de enero.
El 17 de enero confirmó que visitaría por primera vez varios países de Latinoamérica: Perú, en el Multiespacio Costa 21; Colombia, en el Movistar Arena y Ecuador, en el Coliseo General Rumiñahui.
El 8 de abril anunció su vuelta a México con 3 conciertos en Ciudad de México en el Auditorio Nacional, Guadalajara y Monterrey. Finalmente, el 2 de mayo informó sobre el final del tour con sus primeras fechas en Estados Unidos. Debido a la alta demanda, tuvo que programar nuevos conciertos en Miami, Nueva York y Los Ángeles.

## Producción
En esta parte de la gira hubo cambios tanto en el repertorio de canciones como en el escenario y el elenco de bailarines. Excepto en Uruguay (Maldonado) y Perú, no hubo un escenario secundario y la entrada ya no es con la estrella tan característica. Respecto a los trajes, Emilia optó por usar un vestuario confeccionado por Frolov, Belfiouri, Fanci Club y L.O.C.A. manteniendo la colorimetría del tour: rosa, blanco y morado.
El show mantiene toda la estética inspirada en los videojuegos retro, la cultura digital de los 2000s y el diseño pixelado tipo Game Boy con algunas variaciones en los visuales de las nuevas canciones.
Uno de los momentos más sorprendentes es cuando Emilia invita a varias fanáticas al escenario para bailar el trend de tik tok de "Motinha 2.0 Remix"  y desfilar sus looks en Pasarella

## Repertorio
El repertorio se dio a conocer oficialmente en el concierto que se celebró en el Movistar Arena en Madrid el 31 de mayo.
1. Intro + «Exclusive.mp3»
2. «Facts.mp3»
3. «Cuatro veinte»
4. «Jagger.mp3»
5. «JET_Set.mp3»
6. «Ojitos_Verdes.mp3»
7. «IConic.mp3»
8. «Cielo en la mente»
9. «Como si no importara»
10. «Mi otra mitad»
11. «La Balada»
12. «Guerrero.mp3»
13. «A_1000_Km.mp3»
14. «Rápido lento»
15. «¿Perdonarte para qué?»
16. «Mothina 2.0 Remix»
17. «Alegria»
18. «Bunda»
19. «Blackout»
20. «Pasarella»
21. «Olvidarte»
22. «24_Hs.mp3»
23. «Muñecos.mp3»
24. «La_Original.mp3»
25. «GTA.mp3»
26. «No_Se_Ve.mp3»

Notas
- Durante el concierto de Chile, Emilia interpretó «Nagasaki» junto con Polima Westcoast por primera vez a petición de sus fans; versionó «Genie in a Bottle» de Christina Aguilera en español, volvió a cantar «Una foto remix» y presentó el EP completo por primera vez.

## Artistas Invitados
- 3 de enero (Uruguay): FMK.
- 25 de enero (Mar de Plata): Tiago PZK, Nicki Nicole, Mesita.
- 1 de junio (Madrid): Duki, Ana Mena
- 7 de junio (Madrid): Duki
- 9 de agosto (Santiago de Chile): Luísa Sonza, Polimá Westcoast

## Fechas
| Fecha                   | Ciudad                  | País            | Recinto                            | Acto de apertura          |
| América del Sur         | América del Sur         | América del Sur | América del Sur                    | América del Sur           |
| ----------------------- | ----------------------- | --------------- | ---------------------------------- | ------------------------- |
| 3 de enero de 2025      | Maldonado               | Uruguay         | Campus de Maldonado                | Meri Deal                 |
| 25 de enero de 2025     | Mar del Plata           | Argentina       | Estadio José María Minella         | Sofi Mora                 |
| 8 de mayo de 2025       | Lima                    | Perú            | Multiespacio Costa 21              | -                         |
| Europa                  |                         |                 |                                    |                           |
| 31 de mayo de 2025      | Madrid                  | España          | Movistar Arena                     | -                         |
| 1 de junio de 2025      | Madrid                  | España          | Movistar Arena                     | -                         |
| 6 de junio de 2025      | Sevilla                 | España          | Plaza de España                    | -                         |
| 7 de junio de 2025      | Madrid                  | España          | Movistar Arena                     | -                         |
| 13 de junio de 2025     | Marbella                | España          | Auditorio La Cantera de Nagüeles   | -                         |
| 15 de junio de 2025     | Murcia                  | España          | Plaza de Toros de Murcia           | -                         |
| 20 de junio de 2025     | Torrelavega             | España          | Estadio El Malecón                 | Festival Música en Grande |
| 21 de junio de 2025     | Barcelona               | España          | Parc del Forum                     | Share Festival            |
| 4 de julio de 2025      | Portas                  | España          | Azucarera de Portas                | Festival Portámerica      |
| 5 de julio de 2025      | Las Palmas              | España          | Estadio de Gran Canaria            | Granca Live Fest          |
| 10 de julio de 2025     | Chiclana de la Frontera | España          | Poblado de Sancti Petri            | -                         |
| 12 de julio de 2025     | Valencia                | España          | Auditorio Marina Sur               | Latin Fest Valencia       |
| 19 de julio de 2025     | Llanera                 | España          | La Morgal                          | Boombastic Festival       |
| América del Sur         |                         |                 |                                    |                           |
| 9 de agosto de 2025     | Santiago de Chile       | Chile           | Estadio Bicentenario de La Florida | Kuina                     |
| 15 de agosto de 2025    | Quito                   | Ecuador         | Coliseo General Rumiñahui          | -                         |
| 17 de agosto de 2025    | Bogotá                  | Colombia        | Movistar Arena                     | -                         |
| América del Norte       |                         |                 |                                    |                           |
| 22 de agosto de 2025    | Miami                   | Estados Unidos  | Fillmore Miami Beach               | -                         |
| 23 de agosto de 2025    | Miami                   | Estados Unidos  | Fillmore Miami Beach               | -                         |
| 28 de agosto de 2025    | Guadalajara             | México          | Auditorio Telmex                   | -                         |
| 29 de agosto de 2025    | Monterrey               | México          | Escenario GNP Seguros              | -                         |
| 31 de agosto de 2025    | Ciudad de México        | México          | Auditorio Nacional                 | -                         |
| 3 de septiembre de 2025 | Los Ángeles             | Estados Unidos  | The Wiltern                        | -                         |
| 4 de septiembre de 2025 | Los Ángeles             | Estados Unidos  | The Wiltern                        | -                         |
| 6 de septiembre de 2025 | Nueva York              | Estados Unidos  | Brooklyn Paramount                 | -                         |
| 7 de septiembre de 2025 | Nueva York              | Estados Unidos  | Brooklyn Paramount                 | -                         |